# 辰馬輝彦
辰馬 輝彦（たつうま てるひこ、1932年12月5日- 2015年7月23日 ）は、日本の経営者。興亜火災海上保険社長、会長を務めた。

## 来歴・人物
大阪府大阪市出身。1955年に関西学院大学商学部を卒業し、同年に興亜火災海上保険に入社した。1984年6月に取締役に就任し、1986年6月に常務、1989年6月に専務を経て、1990年6月に副社長に就任し、1994年6月には社長に昇格した。1998年6月から会長を務めた。
2015年7月23日、肺炎のために死去。82歳没。